# Fukutoku-Okanoba

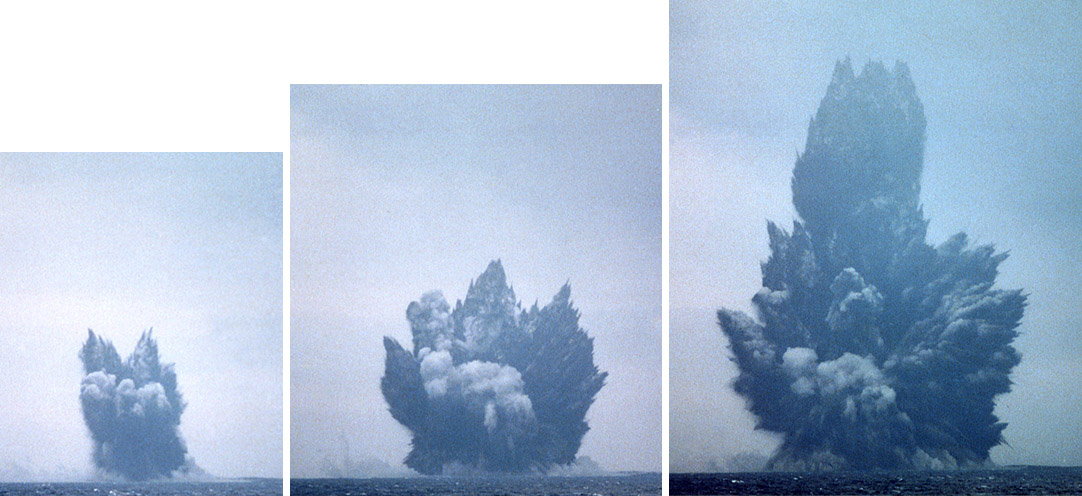
L'eruzione del Fukutoku-Okanoba.

Fukutoku-Okanoba (in lingua giapponese: 福徳岡ノ場) è un vulcano sottomarino dell'Oceano Pacifico, situato nell'area delle Isole Vulcano, che fanno parte dell'arcipelago delle Isole Ogasawara del Giappone.
Il vulcano è posizionato circa 5 km a nordest dell'isola di Minami Iwo Jima e si innalza dal fondale oceanico fino ad arrivare ad un'altezza media di circa 29 metri al di sotto del livello del mare. Tale valore varia però notevolmente in funzione dell'attività del vulcano, giungendo ad emergere dalla superficie in caso di eruzioni.
L'edificio vulcanico ha una struttura allungata, con due elevazioni principali in direzione NNW-SSE.

## Attività vulcanica
La prima eruzione registrata del vulcano sottomarino Fukutoku-Okanoba è avvenuta nel 1904 e ha dato luogo alla formazione di un'isola effimera, chiamata Shin-Iwo-jima, cioè "Nuova isola dello zolfo". Questi isolotti prodotti dall'affioramento della lava, hanno in genere una durata di pochi mesi e tendono poi a scomparire in seguito all'azione erosiva delle onde e del vento. Isole effimere si sono riformate in altre occasioni.
Il 18 gennaio 1986, alcune barche di pescatori hanno avvistato una colonna eruttiva alta 3-4 km. Il 20 gennaio le ispezioni di controllo nella zona scoprirono che dalla superficie del mare fuoriusciva un piccolo isolotto, di dimensioni 600x400 metri e un'altezza che arrivava a 15 metri nel punto più alto. L'attività eruttiva continuò ancora per un giorno e poi si placò. L'8 marzo seguente, una nuova ispezione della Guardia Costiera rilevò che l'isola era scomparsa in seguito all'erosione marina.
Il 3 luglio 2005 la Guardia Costiera giapponese ha avvistato nell'acqua di mare una scia di detriti e acqua scolorita che si estendeva in direzione nordest. La Guardia Costiera si era recata in zona in quanto il giorno precedente era stato osservato un pennacchio di fumo alto circa 1 km innalzarsi dalla superficie del mare. Sul mare galleggiavano anche blocchi di pietre porose fumanti, chiara evidenza di un'attività eruttiva sottomarina.